# Басуто

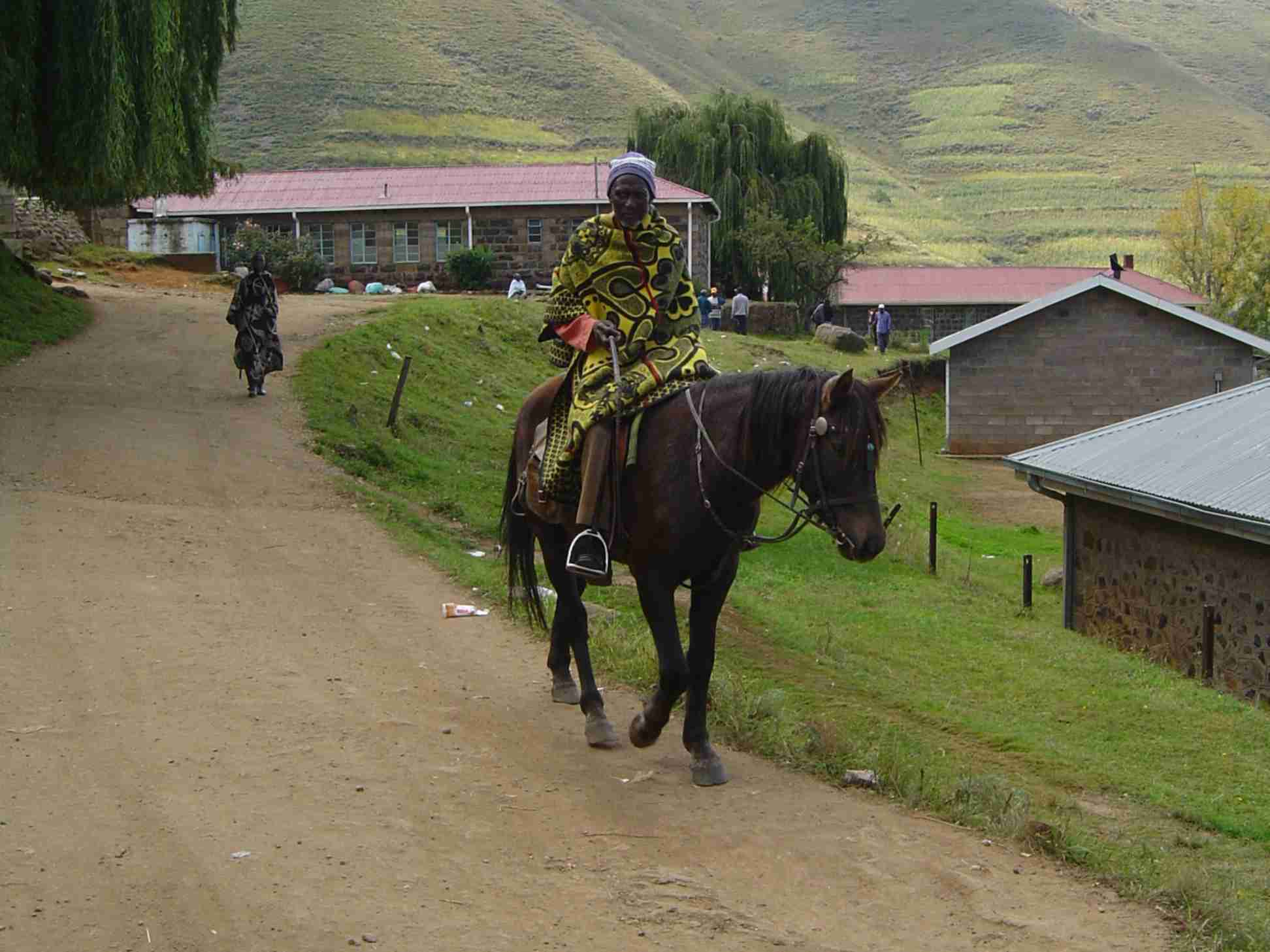
Всадник басуто, Лесото

Басуто (сото, суто) — народ, живущий в королевстве Лесото, в провинциях Южно-Африканской Республики Фри Стейт, Гаутенг, а также на приграничных территориях соседних стран и частично в Республике Ботсвана.

## Население
Термин включает конгломерат различных племён, происходящих из сото-тсвана, народов сан, зулу, коса и ндебеле, объединяя их в единый народ, известный как басуто или сото. Мосото — единственное число (я мосото), басуто — множественное (мы басуто, народ в целом). Есть две основные ветви сото: южная и северная (также называемая педи). Народ южного сото составляет около 99 процентов населения Королевства Лесото (2,2 миллиона, 2010 г., оценка ООН). Южный сото и северный сото, вместе взятые, являются второй по величине этнической группой в Южной Африке.
Всего численность населения около 5,3 миллиона человек (2001), из них 3 555 186 — в ЮАР.

## Язык
Говорят на языке сесото, относящемся к подгруппе сото-тсвана зоны S группы и группы банту. Язык сото (сесото) тесно связан с сетсвана. Разделение между южными и северными народами сото основано на разных диалектах двух групп. На южном сото говорят, в основном, в Лесото, на северном — в Северной провинции. Северный диалект называется сепеди. В южном сото в некоторых словах используются щелкающие согласные, в то время как в сепеди подобных звуков нет. В настоящее время в южном сото есть две системы правописания: одна используется в Лесото, другая в Южной Африке.
Имена в сото обычно имеют значения, которые выражают ценности семьи или сообщества, они могут не только обозначать определённое событие, но и быть понятием — Лехлохоноло (Удача), Мфо (Дар) и МмаТабо (Мать Радости), — присваиваться в честь героев клана. Например, девочку, рождённую во время ливня, могут назвать Пуленг, что означает «под дождём». Фамилии берутся от родственников по линии отца.

## Религия
Большинство басуто исповедуют католицизм и протестантизм, только небольшая часть сохраняет местные традиционные религии. 90 % населения — христиане (большинство католиков, составляющие 53 % населения), 10 % придерживаются традиционных африканских верований (анимализм, фетишизм, культ предков, сил природы и др.) — 2002. Есть также небольшое число приверженцев бахаизма.

## Хозяйственные занятия
Основные занятия басуто — скотоводство и мотыжное земледелие (кукуруза, пшеница, некоторые огородные культуры). Скот был главным богатством, мерилом социального статуса. Выпас и доение скота — мужское занятие. Использовали вьючных быков. Издавна развиты ремёсла: металлургия и обработка железа и меди (VIII—XI века), обработка кожи, резьба по кости и дереву. Мужчины занимались выделкой кожаных плащей «кароссов», женщины — гончарством. По культуре близки тсвана.
Около 80 % мужского населения работают на рудниках и в качестве сезонных рабочих на плантациях в ЮАР.

Бывший флаг Лесото

## Государственная организация
Во главе государства стоит король Летсие III. Согласно конституции 1993, он управляет страной совместно с премьер-министром и правительством из 16 министров. Высший законодательный орган — двухпалатный парламент. Нижняя палата — Национальная ассамблея — состоит из 80 выборных депутатов. Из 33 членов верхней палаты, Сената, 11 назначаются королём по рекомендации премьер-министра, а остальные 22 — самые знатные вожди басуто.
Местный и национальный административный ранг передаётся по наследству всем линейным потомкам основателей правящих династий. Традиционная власть осуществляется через систему вождей (старост) деревень, распределяющих землю и обязанности между жителями. Второстепенными факторами являются: ранг семьи, материальные блага и особые профессии или профессиональное мастерство

## История
Народ басуто сформировался из бантуязычных племен, которых объединил великий правитель басуто Мошвешве I (ок. 1790—1870). Приблизительно с 1820 года Мошвешве собирал под своей властью остатки разрозненных племён, которые уходили в горы под натиском зулу и ндебеле (матабеле). В войнах с бурами Оранжевого свободного государства в 1856—1868 годах басуто лишились значительной части своей территории. В 1868 году по просьбе вождя Мошвешве I, опасавшегося вторжения из соседних бурских республик, над Лесото (тогда оно называлось Басутолендом) был установлен протекторат Великобритании. В 1871 году без согласования с басуто Басутоленд был включен на правах резервата в состав Капской колонии. В 1884 году он вновь стал отдельной административной единицей под британским протекторатом.
Британские власти мало вмешивались в управление Басутолендом (исключение составляли ситуации, когда вспыхивали межклановые столкновения), они сохранили институт вождей и укрепили власть короля. После создания в 1910 году Южно-Африканского Союза (ЮАС) Басутоленд стал протекторатом под управлением верховного комиссара Великобритании в Южной Африке, которого в Басутоленде представлял комиссар-резидент. Впоследствии преемники Мошвешве и их британские опекуны не раз срывали попытки ЮАС аннексировать Басутоленд.
Первая конституция Басутоленда вступила в силу в 1959 году, когда среди басуто начали расти антиколониальные настроения и опасения относительно того, что Великобритания может передать их страну под контроль Южной Африки. По конституции 1965 года Басутоленд получил внутреннее самоуправление. 4 октября 1966 года он стал независимым государством Лесото. После провозглашения независимости Лесото вступил в ООН и Организацию африканского единства.

## Образ жизни
Понятие мосото объединяет в общине всех, кто родился и вырос среди басуто или других народов и узнав обычаи басуто, следует им. Слово мосото включает в себя много понятий, и среди них наиглавнейшим являются язык, культура и почитание богов. Бапути — нация, основанная Лааке, сыном Дламини. Община бапути — совокупность различных рас (бапути, кабупо, бапута, мазизи, батшване, мантай и другие). Народ мазизи (на сото мацици или моцици), объединивший несколько рас, слился с бапути под властью царя Кобо, а затем стал следовать законам и традициям басуто. Вера басуто не персонифицирована, наряду с католицизмом и другими религиями, они поклоняются многим богам, которые связаны с природными и небесными явлениями.
Басуто наряду с религией, насаждаемой колонизаторами, молятся своим богам, не олицетворяя их; произносят молитвы на сесото; чтут традиции, соблюдают посты, учат детей культуре басуто, передавая им семейные оды басуто (дибоко) и устные традиции. У них своя система ценностей и своя история. Непременный элемент традиционной одежды — одеяло, оно обязательно для повседневного и для праздничного наряда.
Деревни басуто часто находятся в горах, выше речных долин из-за опасности наводнений и состоят из ряда построек, принадлежащих одной семье. Строения предназначены для сна, приготовления пищи, хранения утвари и продуктов и т. д. В каждом хозяйстве есть загон для домашнего скота. Басуто — земледельцы и скотоводы. На полях жители деревни выращивают такие культуры, как кукуруза, пшеница, сорго, фасоль и горох, бобы, тыква, просо, а также овощи — лук, капуста и другие. В лесах собирают травы и плоды фруктовых деревьев. Басуто также занимаются разведением скота — коров, волов и овец. Как тягловый скот используются пони и ослы. Шерсть — основной источник дохода и сырья для рукоделия. Стада пасутся глубоко в горах, иногда на высоте более 3000 м. О них заботятся пастухи, часто это подростки, которые живут в хижинах (мотебо).
Система ценностей, которой следуют басуто, пронизывает все слои общества — поведение, уклад, верования, обряды и традиции, образование — всё отражает философский взгляд на мир. Их культура содержит многовековой опыт, который передаётся из поколения в поколение. Религия оказывает глубокое, всепроникающее влияние и затрагивает все значимые стороны общественной жизни басуто. Она тесно взаимосвязана с семейными ценностями через веру в духовную роль предков и выражается и передаётся в следовании традициям, а также посредством искусства: драмы, музыки и танца, через религиозные обряды и молитвы. Есть ряд праздников, посвящённых истории народа. К таким праздникам относятся День Мошошу (12 марта) и День независимости (4 октября). День Мошошу отмечен играми и гонками. День независимости отмечается государственными церемониями и выступлениями традиционных танцевальных коллективов.
У басуто существуют методы неформального образования, детей обучают тому, как вести простой диалог, ведут языковые игры, учат детским стихам и рассказам, читают
героические стихи и поют народные песни. Басуто имеют богатую традицию народных сказок (дитсомо или динонване) и хвалебных стихов (дибоко). Мальчиков учат выполнять мужскую работу и противостоять трудностям любого рода, безропотно принимая заслуженное наказание («Плеть или трость — лучший язык для упрямого подростка»). Девочек — выполнять женскую работу: в случае непослушания или лени им грозит выговор.
Если молодой человек, согласно традициям коренного населения, хотел жениться, то отправляя скот на пастбище, он позволял телятам свободно пить молоко у коров, поступая таким образом в течение нескольких дней. Если в семье 3-4 дня подряд не было свежего молока, родители понимали, что сын уведомляет родителей о том, что хочет жениться. После рождения первого ребёнка в доме матери, тайное сообщение отправлялось в дом отца старейшему члену семьи, который извещал последнего ударом кнута при рождении сына или внезапно осыпал отца ребёнка каплями воды, когда рождалась дочь. В течение шести месяцев или года муж не мог иметь половую связь с женой, поэтому басуто практиковали полигинию.
Согласно обычаям, лишение жизни нерождённого ребёнка любым способом было неприемлемым, противозаконным и приравнивались к убийству. Внебрачная беременность не одобрялась, виновные в ней мужчины подвергались суровому наказанию в виде штрафа в размере шести голов крупного рогатого скота, а незамужние молодые женщины часто изгонялись из деревни, но возвращались во время родов. За беременность в результате супружеской измены (при живом муже) полагался штраф в размере четырёх коров. Внебрачные дети воспитывались, как правило, в семье отца.
Колонизация европейцами Африки, насаждение христианства и размытие семейных устоев привели к тому, что традициям и обычаям уделяется мало внимания, часто они перестали соблюдаться. Полигиния презиралась и не поощрялась, в результате чего мужчины чаще изменяли жёнам, что приводило к семейным ссорам и новому явлению среди басуто — большому количеству разводов, а также появлению внебрачных детей и детей-сирот.
В последнем десятилетии XIX века не менее 30 000 басуто ушли из Лесото на шахты и строительство железных дорог в ЮАР. К началу двадцатого века жители деревень теряли свои права на землю, в основном, из-за давления со стороны крупных западных корпораций. Разведение крупного рогатого скота и овец было затруднено. По мере усиления экономического давления со стороны Запада люди сото, живущие в Лесото и в Южной Африке, все чаще становились наёмными работниками на шахтах и других промышленных и сельских производствах. К началу 1990-х годов около 100 000 басуто работали на шахтах Южной Африки или промышленных фермах, другие становились частью городской рабочей силы по всей Южной Африке.
Не менее важной является миграция женщин, в основном, незарегистрированная. В 1998 году 25 % зарегистрированных мигрантов составляли женщины, которые работали, в основном, со своими супругами и детьми на сборе урожая, варке пива или в сфере обслуживания. Труд женщин менее оплачиваемый, что связано с ограничениями миграционной политики.
Подавляющее большинство домохозяйств в Лесото зарабатывают средства к существованию за счёт натурального хозяйства и труда мигрантов. В конце 1990-х годов 60 % взрослых мужчин басуто в возрасте от 20 до 44 лет работали на шахтах Южной Африки. Около 70 % сельских домохозяйств имели по крайней мере одного члена семьи, который был мигрантом. Денежные переводы мигрантов составляли около 65 % доходов сельских домохозяйств в конце 1970-х годов. В последние годы более 40 % валового национального продукта Лесото приходится на заработную плату шахтёров.
Молодёжь XXI века в традиционном плане значительно отличается от старшего поколения: некоторые из них против дисциплины и ответственности, употребляют алкоголь и наркотики, не хотят работать, утрачивают способность хорошо говорить на сесото. Среди басуто распространились такие болезни, как сифилис, туберкулёз и ВИЧ. Причину этого явления пожилые басуто видят в отсутствии отцов, а часто и матерей, которые работают за границей; нелюбви молодых к сельской работе; учителях-экспатриантах; сельских технических специалистах и ряде других причин.

## Национальная одежда
Одеяло и шляпа
О появлении одеял в XIX веке в регионе существуют различные истории. В некоторых из них говорится о первом одеяле, подаренном вождю Мошошу европейским посетителем (рассказы о «происхождении» различаются в зависимости от личности посетителя). Приблизительно с 1830-х годов одеяло басуто тесно связано с образом жизни народа и само по себе является традицией и показателем идентичности и национальности, частью культуры и нации, что нашло отражение в богатой символике и ритуалах и пословице «Кобо ке бофело», что означает «Одеяло — это жизнь». Одеяло отличает нацию басуто от всех других этнических групп в Южной Африке, так как ни для одной из них оно не стало предметом повседневной одежды и не приобрело такого значения в той же степени, что и для народа басуто. Вначале их вязали и сшивали вручную, затем появился жаккардовые станки, их стали делать промышленным способом. Детали дизайна и цвета на одеялах богаты смыслом и символикой, например, кукуруза символизирует богатство и плодородие, другие цвета и узоры это символы статуса или важные этапы в жизни семьи. Рисунки, узоры и цвета имеют определённые символические значения, которые расшифровываются их владельцами. Одеяло басуто открывает перед членами сообщества разнообразную информацию и по сути касается каждого аспекта жизненного пути. В одеяло заворачивают новорождённого и укрывают им мать, дарят по торжественным случаям — на рождение ребёнка, на церемонии посвящения во взрослую жизнь, бракосочетание и другим.
В одеяле Heritage Basotho в 2018 году появился на экране американский супергерой в фильме «Черная пантера» студии Marvel Studios, дочерней компании Walt Disney Studios. Изображение одеял в фильме вызвало восторженные отзывы чернокожих южноафриканских дизайнеров и зрителей. Одеяло Basotho привлекло внимание западного мира моды, оно было использовано международным домом моды Louis Vuitton Louis в коллекции мужской одежды 2017 года.
Текстильная фабрика «Аранда» (англ. Aranda Textile Mills) в Йоханнесбурге является эксклюзивным производителем «одеял басуто», она создала товарный знак «Одеяла наследия басуто» и зарегистрировала дизайн в качестве товарного знака в Европейском Союзе, США и на местных рынках в Южной Африке.
Дизайн плетёной из высушенной высокогорной травы шляпы конической формы с заострённым конструктивным элементом наверху был навеян, по преданиям, формой горы Килоан. Вначале такие шляпы носили вожди, а затем и все басуто. На определённых церемониях община пела песню, известную как мокоротло. В 1950-х и 60-х годах шляпы стали популярны среди широких слоёв населения, их назвали мокоротло из-за связи с национальной идентичностью басуто. Головной убор стал национальным символом и был включён в новый дизайн флага Лесото в 2006 году, он также включен в дизайн валюты Лесото.
Новый год отражается в определённых событиях. Прошлый год — Нгвахола, наступающий новый год называется Исахо. Ориентиром часто служат звёзды: например, звезда динакане указывает на начало весны. Август — первый месяц года, с него начинается новый год, июль — последний.
До 1800 года кошки для басуто были дикими животными — кваби, на которых охотились и употребляли в пищу, позже их стали приручать.

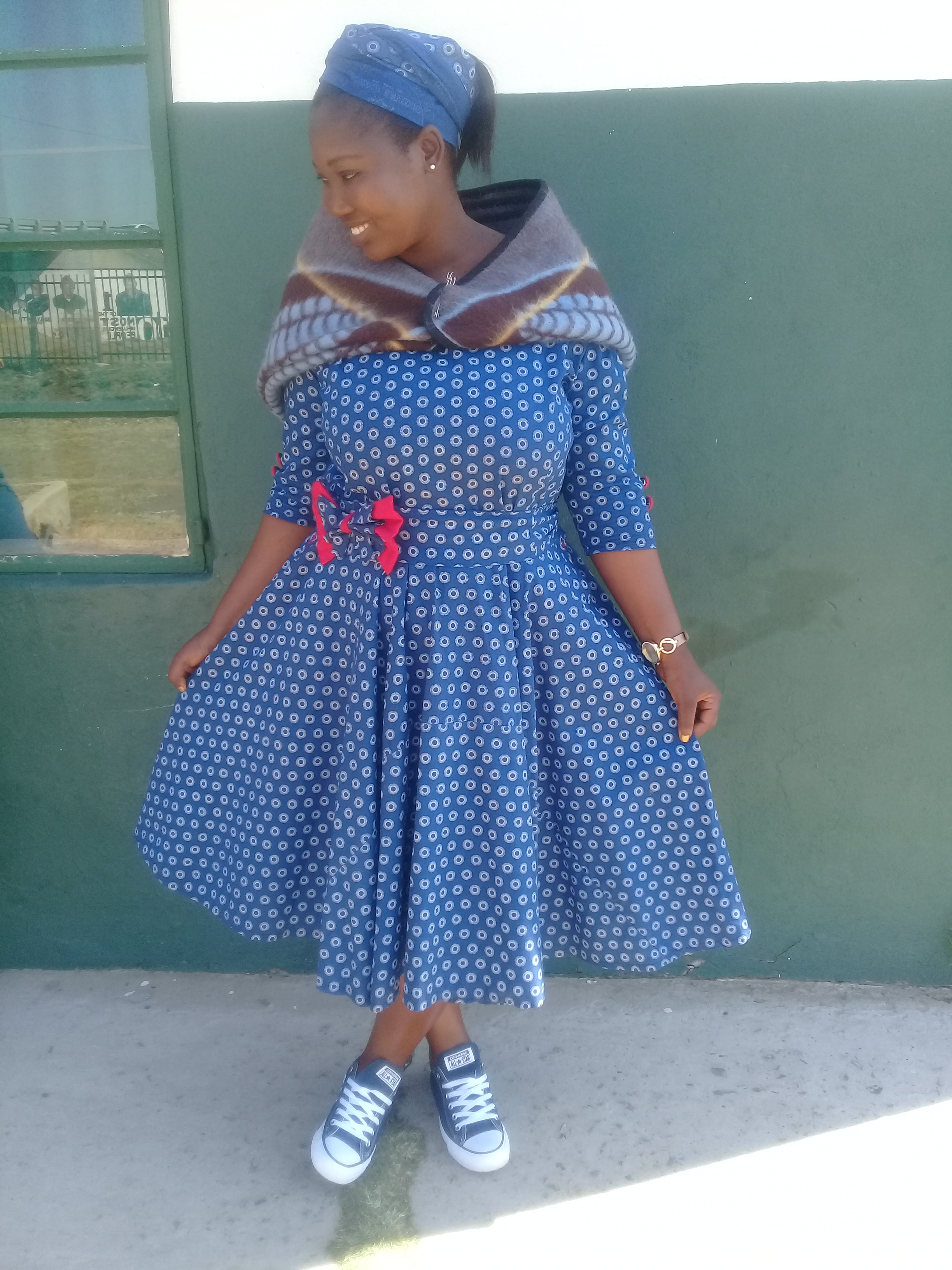
Женщина басуто на празднике
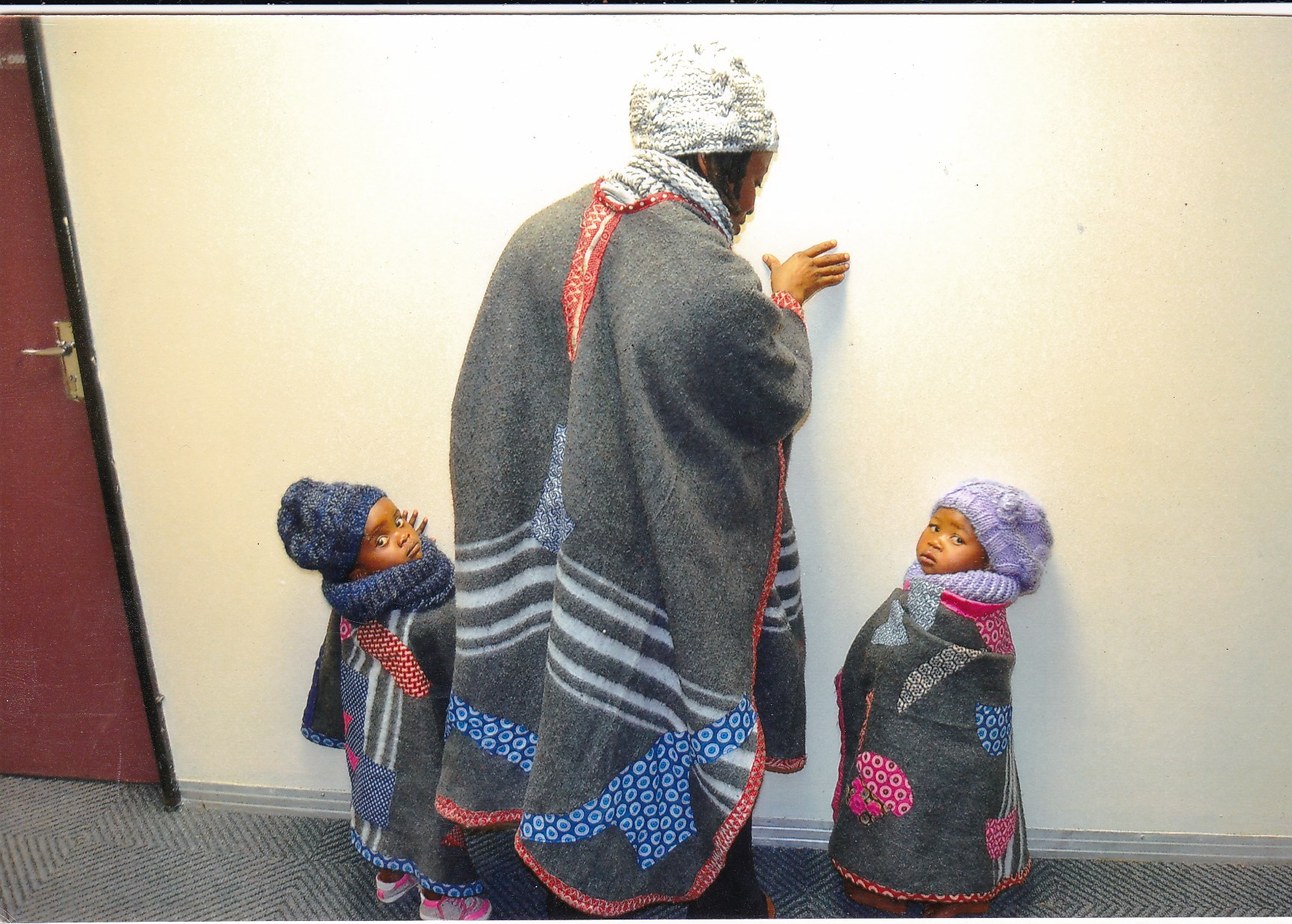
Женщина басуто учит младших шить одежду
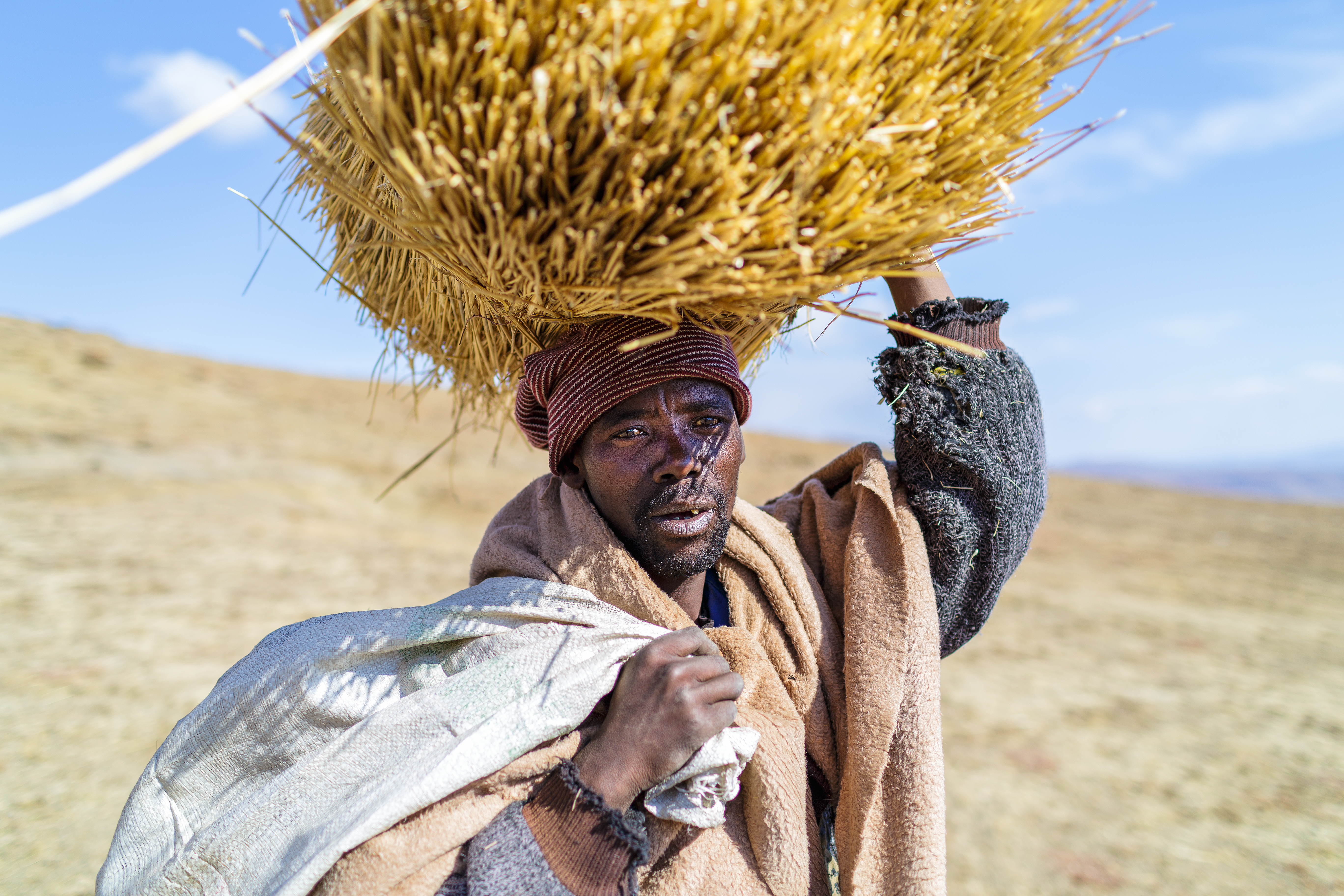
Пастух собирает солому для крыши
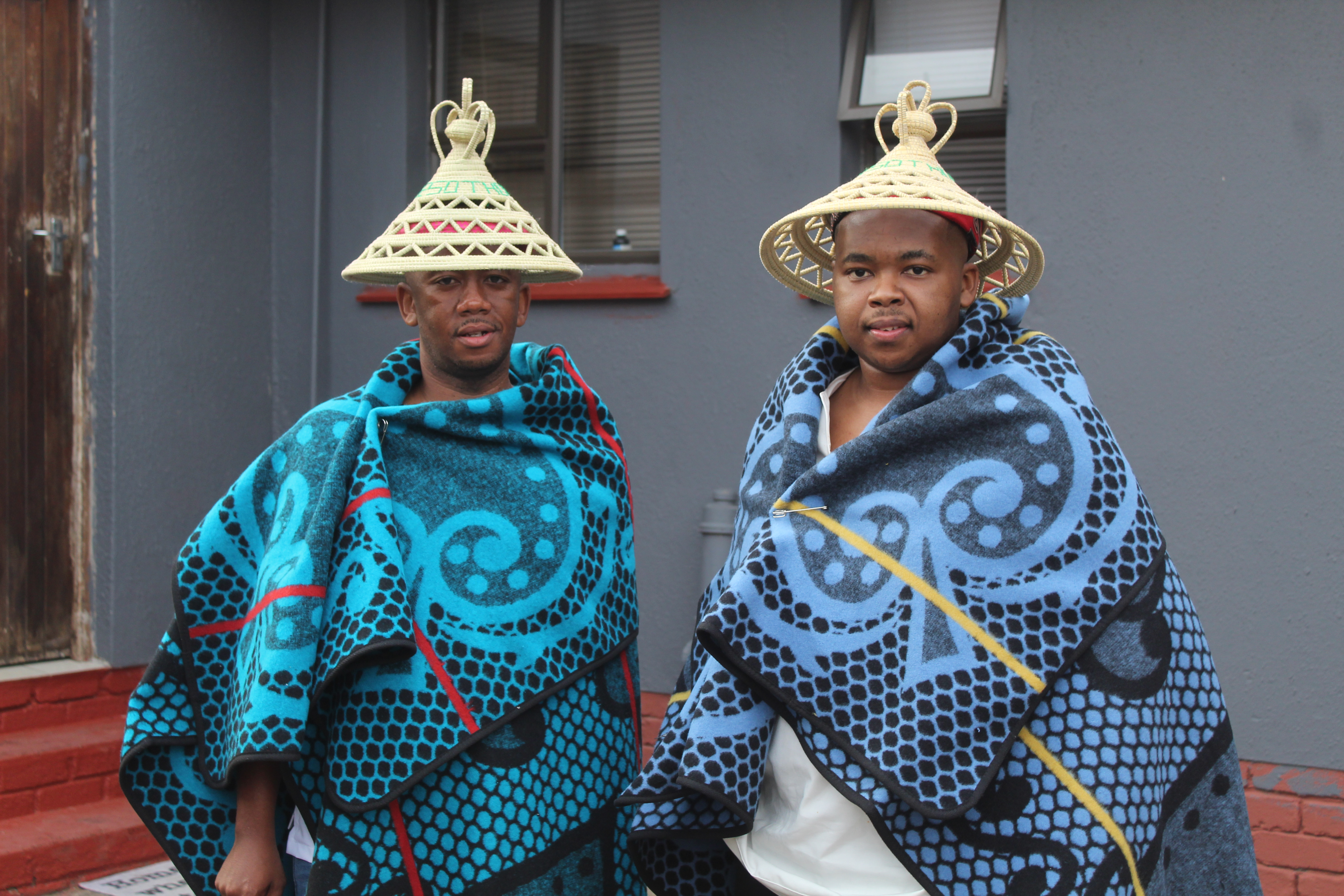
Мужчины басуто в традиционной одежде
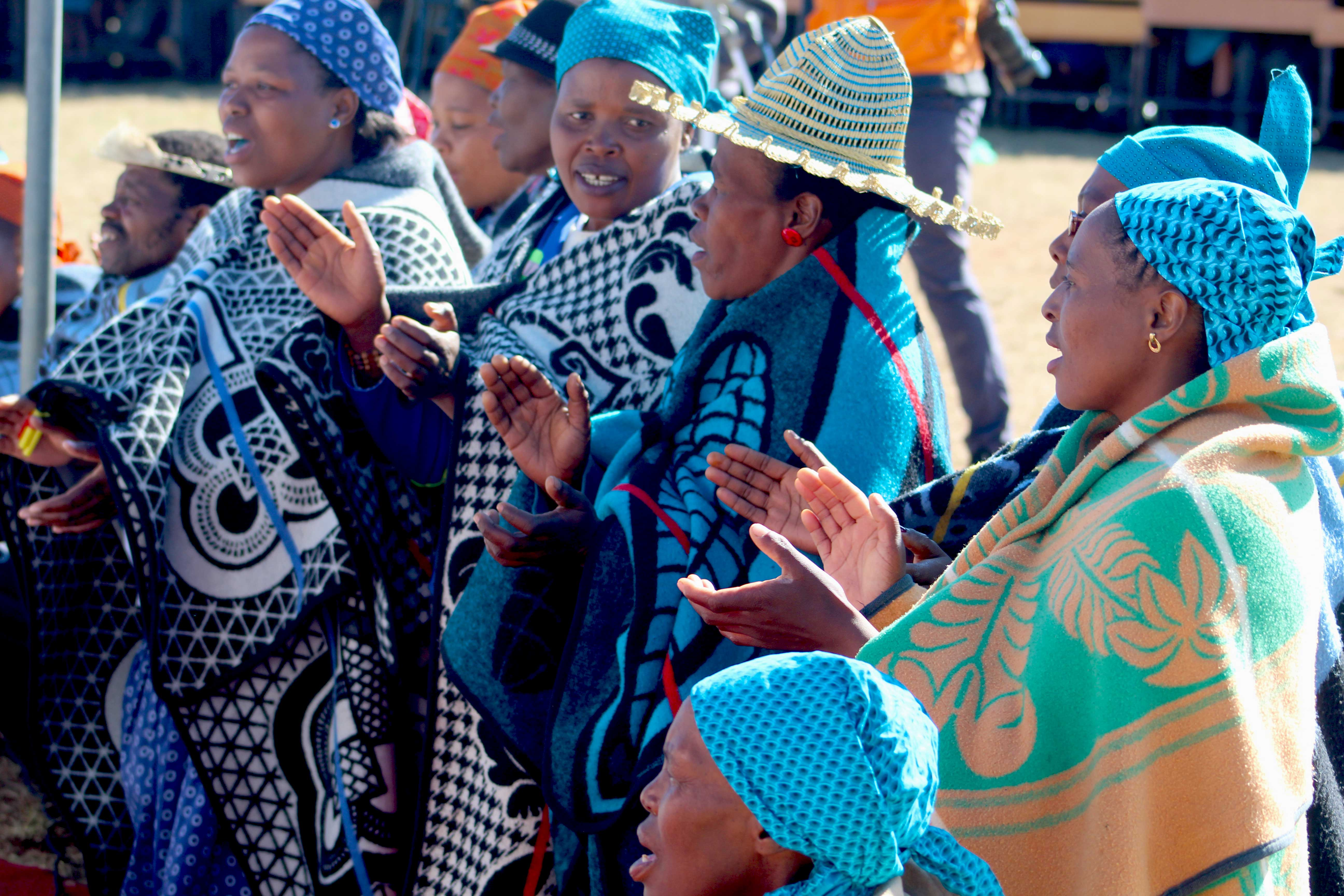
Женщины поют во время праздника Mokhibo-Lesotho
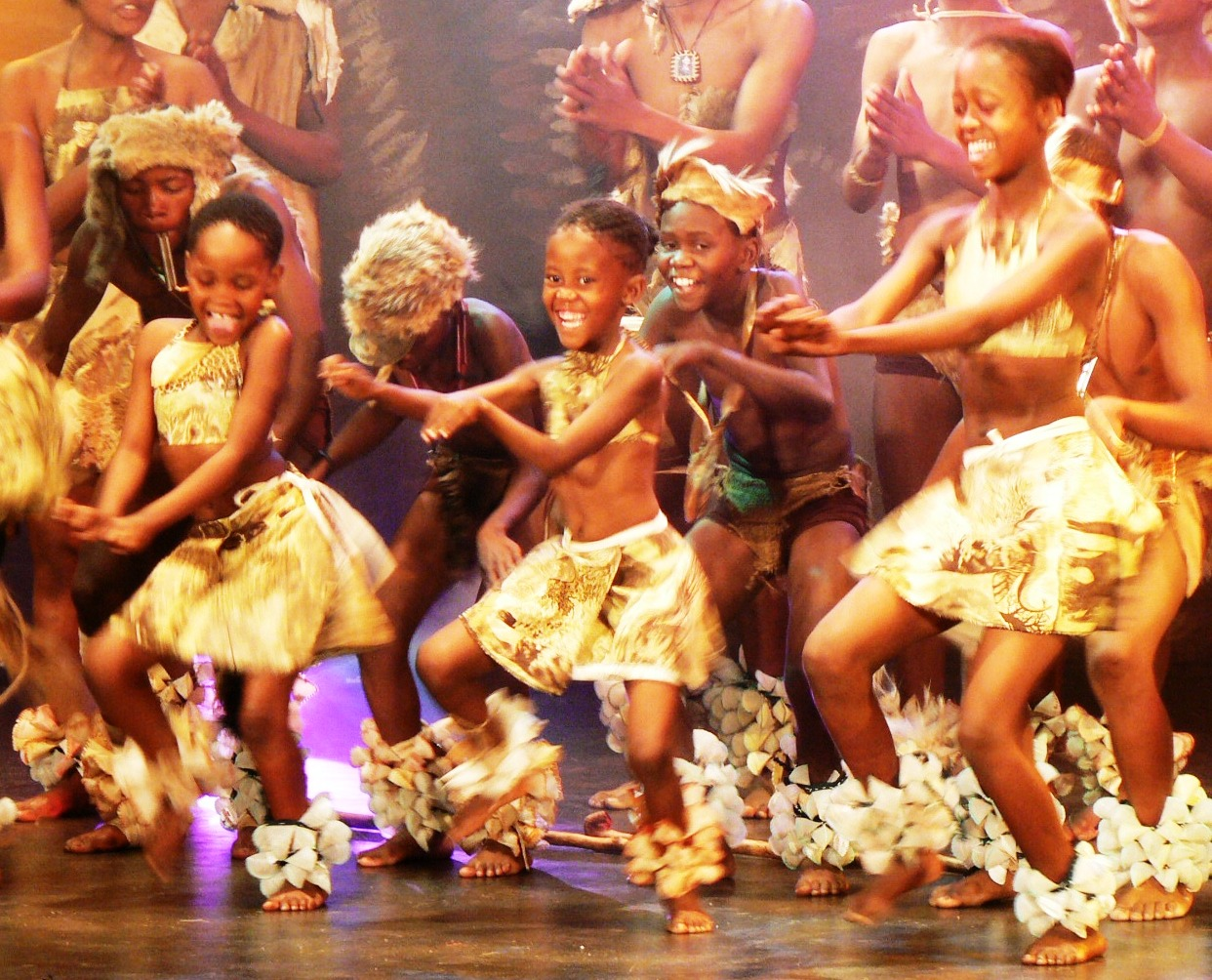
Танец на фестивале в Северной Капской провинции